# Paul von Leszczynski
Paul Stanislaus Eduard von Leszczynski (né le 29 novembre 1830 à Stettin et mort le 12 février 1918 à Repten (de), arrondissement de Tarnowitz) est un général d'infanterie prussien.

## Biographie

### Origine
Paul est issu de la famille noble polonaise des Leszczyński. Il est le fils du lieutenant-colonel Ernst Wilhelm Heinrich Ferdinand von Leszczynski (né le 28 octobre 1797 à Magdebourg et mort le 23 février 1863 à Berlin) et son épouse Laurette Antonie Berta, née von Winterfeld (de) (née le 23 octobre 1803 à Stettin et morte le 18 mai 1870 à Boostedt).

### Carrière militaire
Leszczynski étudie d'abord à l'École supérieure des citoyens de Torgau, puis est cadet à Potsdam et Berlin et rejoint le 20e régiment d'infanterie (pl) de l'armée prussienne le 14 avril 1848. Il participe ainsi à la guerre contre le Danemark et combat à Schleswig et à Düppel (en). En 1849, il participe à la campagne contre les insurgés en Bade. Au cours de la guerre germano-danoise de 1864, il participe à la prise de la redoute de Düppel  et à la prise d'Alsen. La même année, il est transféré à l'état-major général. Pendant la guerre austro-prussienne de 1866, il participe à la bataille de Königgrätz et est ensuite nommé major.
En 1867, Leszczynski entre au service de Bade comme chef d'état-major général. Durant la guerre franco-prussienne de 1870/71, il est temporairement chef du corps de siège de Strasbourg, puis chef d'état-major général du 14e corps d'armée et participe aux batailles et sièges de Wörth, Strasbourg, Épinal, Villersexel et Belfort.
Après le traité de paix de 1871, Leszczynski est réintégré au service prussien et promu au grade de major-général en 1877 et commandant de la 4e brigade d'infanterie de la Garde. En 1880, il travaille comme membre de la commission d'études de l'Académie de guerre et, l'année suivante, il est nommé inspecteur des chasseurs et tireurs d'élite. Après avoir été promu lieutenant général et commandant du 15e division d'infanterie à Cologne, il participe aux manœuvres en Russie en 1884. Il est ensuite transféré à la 11e division d'infanterie.
En 1888, après sa promotion au grade de général d'infanterie, Leszczynski devient général commandant du 9e corps d'armée et en 1891 chef du 60e régiment d'infanterie (de). La même année, il est mis à la retraite.
En 1905, Paul von Leszczynski est nommé à vie à la Chambre des seigneurs de Prusse avec la plus grande confiance.

### Famille
Leszczynski se marie avec Hedwig Klara von Winterfeld (de) (1835–1901) le 19 mai 1862 à Berlin. Le mariage donne naissance à un fils, Paul (1863-1884), et à une fille, Hedwig (née en 1872), qui épouse Wolfgang Gans zu Putlitz (de), un capitaine prussien et seigneur de Barskewitz.